# Tylocephalum marsupium
Tylocephalum marsupium is een lintworm (Platyhelminthes; Cestoda). De worm is tweeslachtig. De soort leeft als parasiet in andere dieren.
Het geslacht Tylocephalum, waarin de lintworm wordt geplaatst, wordt tot de familie Tetragonocephalidae gerekend. De wetenschappelijke naam van de soort werd voor het eerst geldig gepubliceerd in 1916 door Linton.